# 327
327 (CCCXXVII) fue un año común comenzado en domingo del calendario juliano, en vigor en aquella fecha.
En el Imperio romano, el año fue nombrado como el del consulado de Constancio y Máximo, o menos comúnmente, como el 1080 Ab Urbe condita, adquiriendo su denominación como 327 a principios de la Edad Media, al establecerse el anno Domini.

## Nacimientos
- Gaudencio de Novara, santo católico.